# Séries de divisions de la Ligue américaine de baseball 2017

Logo des Séries de divisions 2017 de la Ligue américaine.

Les Séries de divisions de la Ligue américaine de baseball 2017 sont deux séries éliminatoires jouées dans la Ligue américaine de baseball, l'une des deux composantes des Ligues majeures de baseball. 
Elles sont jouées du jeudi 5 octobre au mercredi 11 octobre 2017. Les Astros de Houston remportent trois matchs à un la série les opposant aux Red Sox de Boston et les Yankees de New York éliminent les Indians de Cleveland trois matchs à deux. Houston et New York se qualifient ainsi pour la Série de championnat 2017 de la Ligue américaine.

## Équipes en présence
Les Séries de divisions se jouent au meilleur de cinq parties et mettent aux prises les champions des trois divisions (Est, Centrale et Ouest) de la Ligue américaine, ainsi qu'un des deux clubs qualifiés comme meilleurs deuxièmes.  
Les participants qualifiés comme champions de divisions sont connus à l'issue de la saison 2017 de la Ligue majeure de baseball, dont la conclusion est prévue pour le 1er octobre, et le quatrième participant est connu après la tenue du match de meilleur deuxième opposant le 3 octobre 2017 les deux clubs de la Ligue américaine qualifiés sans avoir terminé au premier rang de leur division.
Dans chaque Série de divisions, l'équipe ayant conservé la meilleure fiche victoires-défaites en saison régulière a l'avantage du terrain et reçoit son adversaire lors des deux premiers matchs de la série, ainsi que lors du 5e affrontement, s'il s'avère nécessaire. Les premières équipes à remporter 3 victoires accèdent au tour éliminatoire suivant.

## Yankees de New York vs Indians de Cleveland

### Calendrier des rencontres
| Match | Date       | Visiteur             | Hôte                 | Score              |
| ----- | ---------- | -------------------- | -------------------- | ------------------ |
| 1     | 5 octobre  | Yankees de New York  | Indians de Cleveland | 0 - 4              |
| 2     | 6 octobre  | Yankees de New York  | Indians de Cleveland | 8 - 9 (13 manches) |
| 3     | 8 octobre  | Indians de Cleveland | Yankees de New York  | 0 - 1              |
| 4     | 9 octobre  | Indians de Cleveland | Yankees de New York  | 3 - 7              |
| 5     | 11 octobre | Yankees de New York  | Indians de Cleveland | 5 - 2              |

### Match 1

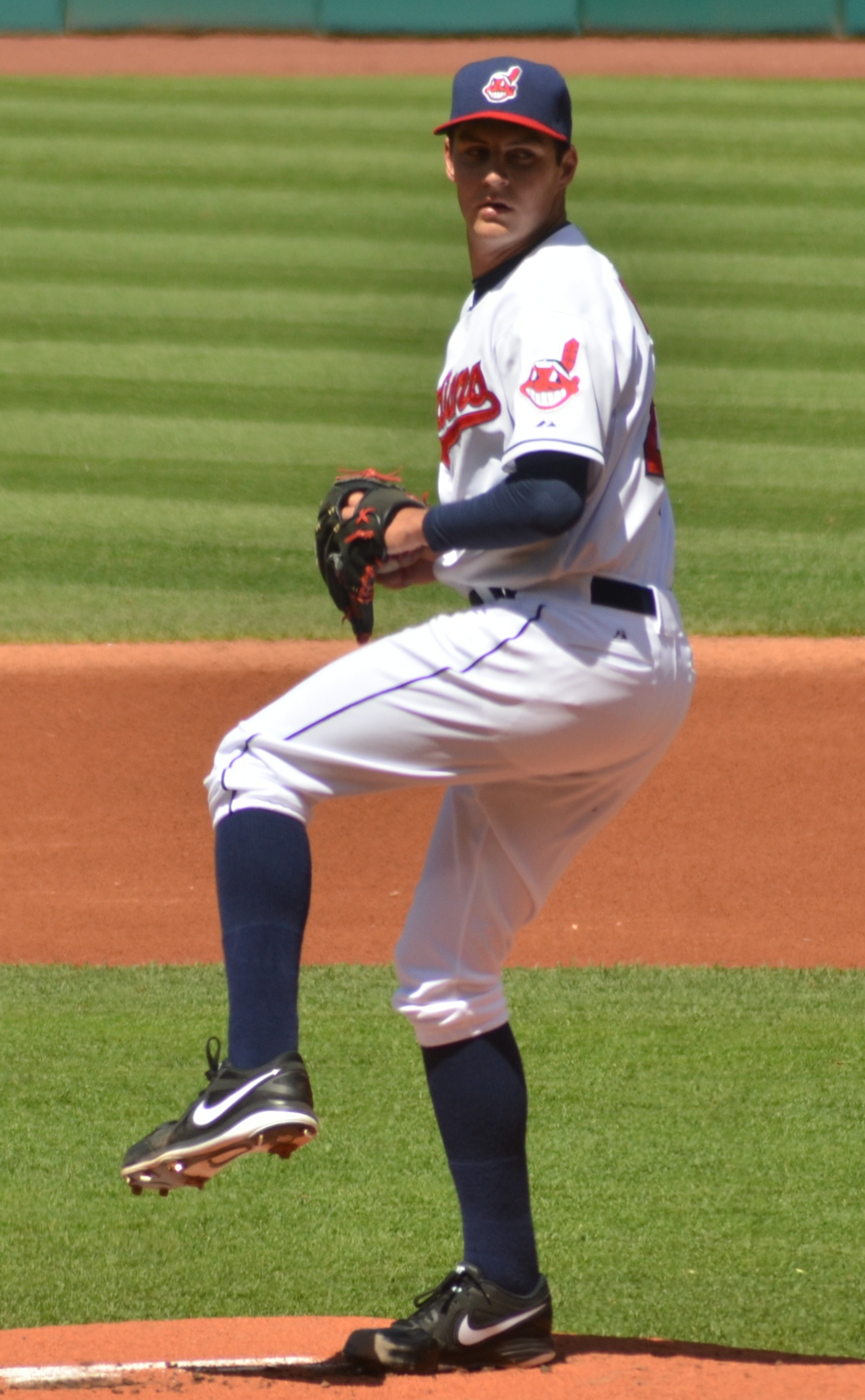
Trevor Bauer.

Jeudi 5 octobre 2017 au Progressive Field, Cleveland, Ohio. 
| Yankees de New York | 0 | 0 | 0 | 0 | 0 | 0 | 0 | 0 | 0 | 0 | 3 | 0 |
| Indians de Cleveland | 0 | 1 | 0 | 2 | 1 | 0 | 0 | 0 | X | 4 | 5 | 0 |
| Lanceurs partants : NYY : Sonny Gray CLE : Trevor Bauer Vic. : Trevor Bauer (1-0) Déf. : Sonny Gray (0-1) Sauv. : Cody Allen (1) HRs: CLE : Jay Bruce (1) |   |   |   |   |   |   |   |   |   |   |   |   |

Lanceur partant pour Cleveland, Trevor Bauer n'accorde aucun coup sûr aux Yankees lors de ses premières 5 manches et un tiers lancées, et n'en donne que deux lors d'une sortie de 6 manches et deux tiers. Trois des quatre points de Cleveland sont produits par Jay Bruce, qui réussit un circuit de deux points et un ballon sacrifice.

### Match 2
Vendredi 6 octobre 2017 au Progressive Field, Cleveland, Ohio. 
| Yankees de New York | 2 | 0 | 4 | 0 | 2 | 0 | 0 | 0 | 0 | 0 | 0 | 0 | 0 | 8 | 11 | 3 |
| Indians de Cleveland | 2 | 1 | 0 | 0 | 0 | 4 | 0 | 1 | 0 | 0 | 0 | 0 | 0 | 9 | 9  | 2 |
| Lanceurs partants : NYY : CC Sabathia CLE : Corey Kluber Vic. : Josh Tomlin (1-0) Déf. : Dellin Betances (0-1) HRs : NYY : Gary Sánchez (1), Aaron Hicks (1), Greg Bird (1) CLE : Francisco Lindor (1), Jay Bruce (2) |   |   |   |   |   |   |   |   |   |   |   |   |   |   |    |   |

Les Yankees se défoulent sur Corey Kluber, l'as de Cleveland qui fut l'un des meilleurs lanceurs de la saison 2017, contre qui ils inscrivent 6 points en deux manches et deux tiers, notamment grâce aux circuits de Gary Sánchez et Aaron Hicks. New York compte sur une avance de 8-3 à mi-chemin en 5e manche, mais laisse Cleveland revenir de l'arrière. 
En fin de 6e manche, avec deux coureurs et deux retraits, Cleveland remplit les buts lorsque l'arbitre indique que Lonnie Chisenhall a été atteint par un lancer de Chad Green, des Yankees. Cependant, la balle ne touche pas à la main de Chisenhall ; elle dévie plutôt sur le manche de son bâton avant d'aboutir dans le gant du receveur Gary Sánchez. Ce qui aurait dû être la troisième prise mettant fin à la manche et à la menace de Cleveland est mal jugé par l'arbitre, mais le gérant des Yankees, Joe Girardi, n'exige pas de reprise vidéo comme il était en droit de le faire, une décision pour laquelle il essuie des critiques après le match. Le frappeur suivant Chisenhall, Francisco Lindor, cogne contre Green un retentissant grand chelem pour amener son club à un point des Yankees. En 8e manche, Jay Bruce frappe un circuit aux dépens de David Robertson pour égaler le score, 8-8. 
Les Yankees sont incapables de marquer durant 8 manches, de la 6e à la fin du match qui va en manches supplémentaires, et gaspillent une chance en 11e reprise lorsque Ronald Torreyes s'aventure trop loin du deuxième but et est retiré par un rapide relais du receveur Yan Gomes après un tir du lanceur. En fin de 13e manche, Austin Jackson soutire un but sur balles au lanceur de relève des Yankees, Dellin Betances, puis vole le deuxième but et marque sur le coup sûr de Yan Gomes qui complète le ralliement des Indians et leur procure une victoire de 9-8.

### Match 3

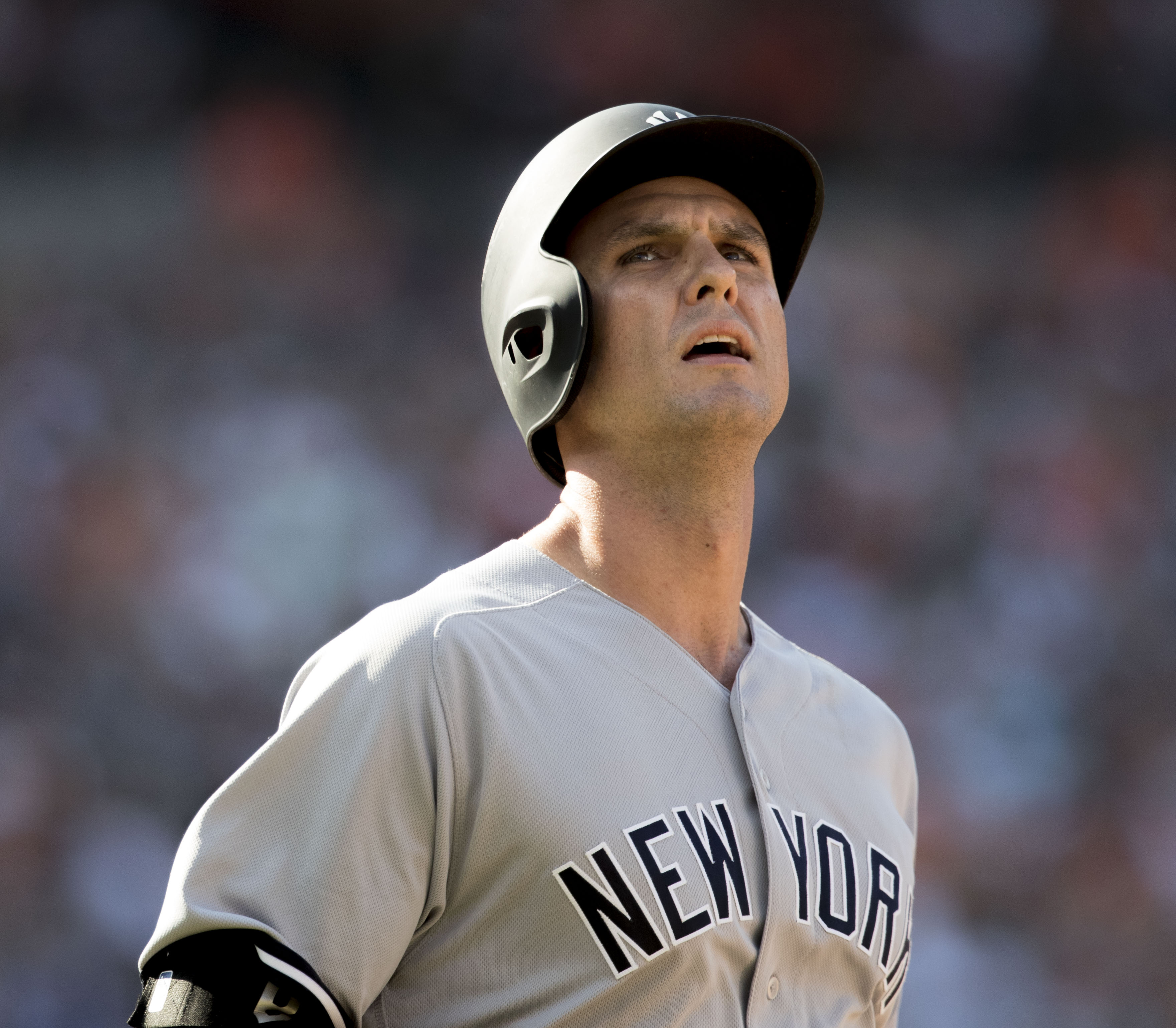
Greg Bird.

Dimanche 8 octobre 2017 au Yankee Stadium, New York, New York.
| Indians de Cleveland | 0 | 0 | 0 | 0 | 0 | 0 | 0 | 0 | 0 | 0 | 5 | 0 |
| Yankees de New York | 0 | 0 | 0 | 0 | 0 | 0 | 1 | 0 | X | 1 | 5 | 0 |
| Lanceurs partants : CLE : Carlos Carrasco NYY : Masahiro Tanaka Vic. : Masahiro Tanaka (1-0) Déf. : Andrew Miller Sauv. : Aroldis Chapman (1) HRs: NYY : Greg Bird (2) |   |   |   |   |   |   |   |   |   |   |   |   |

Le seul point du match est le résultat d'un coup de circuit de Greg Bird en fin de 7e manche sur un lancer d'Andrew Miller. Aucune équipe ne marque face aux lanceurs partants Masahiro Tanaka des Yankees et Carlos Carrasco des Indians. Pour New York, Aaron Judge maintient l'égalité en 6e manche en volant un circuit de deux points à Francisco Lindor, le voltigeur de droite des Yankees captant la balle au-dessus de la clôture.

### Match 4
Lundi 9 octobre 2017 au Yankee Stadium, New York, New York.
| Indians de Cleveland | 0 | 0 | 0 | 2 | 1 | 0 | 0 | 0 | 0 | 3 | 4 | 4 |
| Yankees de New York | 0 | 4 | 1 | 0 | 1 | 1 | 0 | 0 | X | 7 | 8 | 0 |
| Lanceurs partants : CLE : Trevor Bauer NYY : Luis Severino Vic. : Luis Severino (1-0) Déf. : Trevor Bauer (1-1) HRs : CLE : Carlos Santana (1), Roberto Pérez (1) NYY : Gary Sánchez (2) |   |   |   |   |   |   |   |   |   |   |   |   |

De retour au monticule pour la première fois depuis un départ désastreux où il n'avait pu enregistrer qu'un seul retrait lors du match de meilleur deuxième de la Ligue américaine six jours plus tôt, Luis Severino des Yankees domine Cleveland avec une performance de 9 retraits sur des prises en 7 manches lancées au cours desquelles il n'accorde que 4 coups sûrs. Pour Cleveland, Trevor Bauer revient lancer seulement trois jours après sa brillante performance du premier match de la série contre New York, mais, chancelant, est chassé de la rencontre après une manche et deux tiers lancées. La défensive des Indians, dont les 76 erreurs en saison régulière représentaient le plus bas des total des majeures en 2017, en commet 4 lors de ce 4e match face aux Yankees, dont 6 des 7 points sont non mérités dans cette victoire de 7-3 qui renvoie la série à Cleveland pour un duel ultime.

### Match 5
Mercredi 11 octobre 2017 au Progressive Field, Cleveland, Ohio.
| Yankees de New York | 1 | 0 | 2 | 0 | 0 | 0 | 0 | 0 | 2 | 5 | 8 | 0 |
| Indians de Cleveland | 0 | 0 | 0 | 0 | 2 | 0 | 0 | 0 | 0 | 2 | 5 | 3 |
| Lanceurs partants : NYY : CC Sabathia CLE : Corey Kluber Vic. : David Robertson (1-0) Déf. : Corey Kluber (0-1) Sauv. : Aroldis Chapman (2) HRs : NYY : Didi Gregorius (1, 2) |   |   |   |   |   |   |   |   |   |   |   |   |

Didi Gregorius donne les devants 3-0 aux Yankees avec un circuit d'un point en première manche et un autre de deux points en 3e manche contre Corey Kluber, et New York remporte le match 5-2 pour gagner la série trois victoires à deux après avoir été battu lors des deux premières rencontres à Cleveland.
Premier joueur depuis 1903 à être retiré sur des prises trois fois lors de trois matchs éliminatoires différents une même année, Aaron Judge des Yankees établit un record avec 16 retraits sur des prises (en 23 passages au bâton) dans une seule série éliminatoire (incluant celles ayant été jouées en 7 matchs).

## Red Sox de Boston vs Astros de Houston

### Calendrier des rencontres
| Match | Date      | Visiteur          | Hôte              | Score  |
| ----- | --------- | ----------------- | ----------------- | ------ |
| 1     | 5 octobre | Red Sox de Boston | Astros de Houston | 2 - 8  |
| 2     | 6 octobre | Red Sox de Boston | Astros de Houston | 2 - 8  |
| 3     | 8 octobre | Astros de Houston | Red Sox de Boston | 3 - 10 |
| 4     | 9 octobre | Astros de Houston | Red Sox de Boston | 5 - 4  |

### Match 1

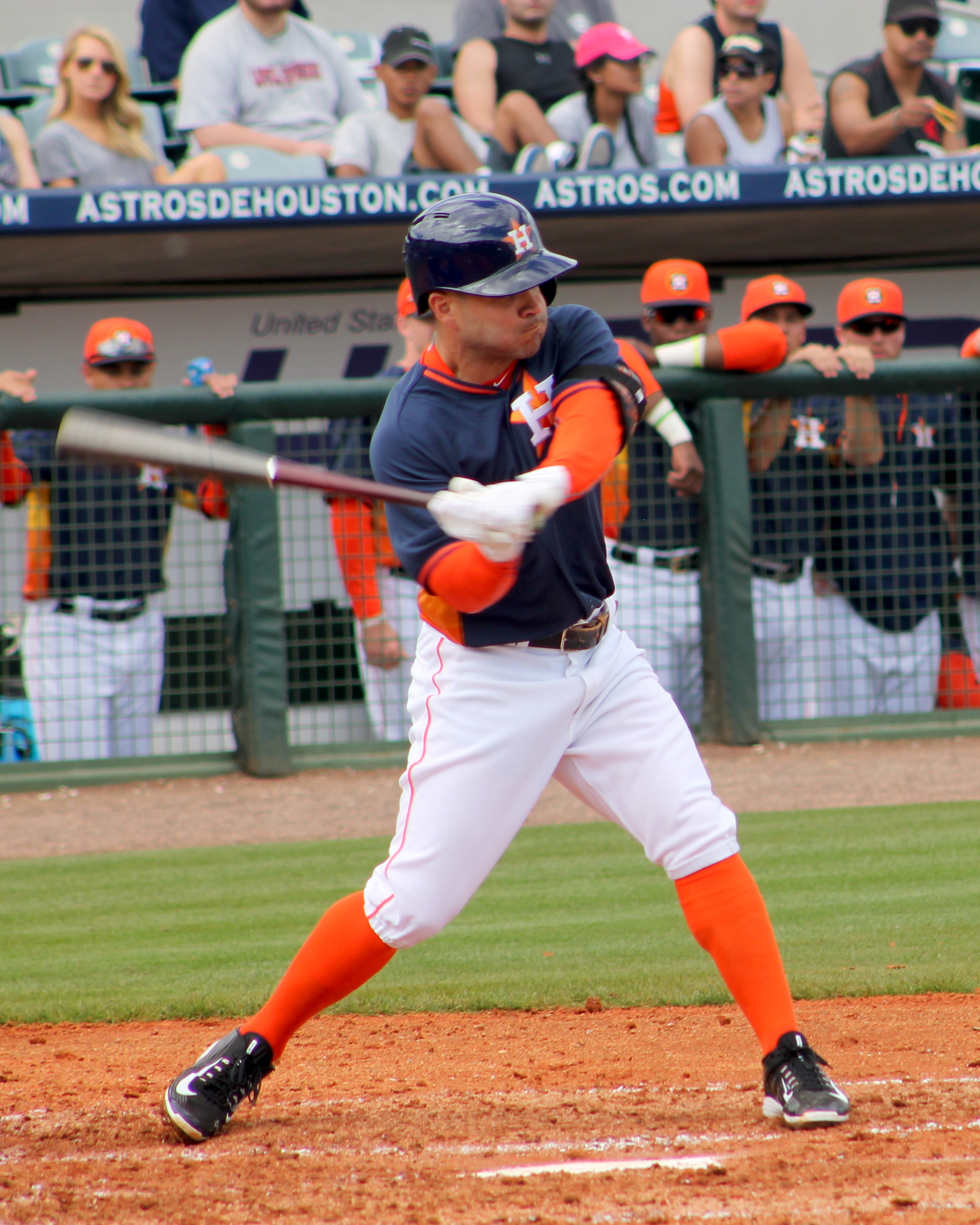
José Altuve frappe 3 circuits dans le premier match.

Jeudi 5 octobre 2017 au Minute Maid Park, Houston, Texas.
| Red Sox de Boston | 0 | 1 | 0 | 1 | 0 | 0 | 0 | 0 | 0 | 2 | 8  | 0 |
| Astros de Houston | 2 | 0 | 0 | 2 | 1 | 2 | 1 | 0 | X | 8 | 12 | 0 |
| Lanceurs partants : BOS : Chris Sale HOU : Justin Verlander Vic. : Justin Verlander (1-0) Déf. : Chris Sale (1-0) HRs: HOU : Alex Bregman (1), José Altuve (1, 2, 3) |   |   |   |   |   |   |   |   |   |   |    |   |

José Altuve des Astros de Houston est le 9e joueur de l'histoire à frapper trois coups de circuits dans un match éliminatoire. C'est la 10e performance du genre en éliminatoires - Babe Ruth l'ayant réalisée deux fois - et la première depuis Pablo Sandoval lors du premier match de la Série mondiale 2012. Dès la première manche, Houston ouvre la marque sur des circuits consécutifs d'Alex Bregman et Altuve. L'un des meilleurs lanceurs du baseball en 2017, le partant des Red Sox, Chris Sale, est malmené : il accorde 7 points sur 9 coups sûrs, dont 3 circuits, en 5 manches lancées. À son premier départ en éliminatoires avec Houston, Justin Verlander limite Boston à deux points en 6 manches.

### Match 2
Vendredi 6 octobre 2017 au Minute Maid Park, Houston, Texas. 
| Red Sox de Boston | 0 | 1 | 0 | 0 | 0 | 0 | 0 | 0 | 1 | 2 | 7  | 1 |
| Astros de Houston | 2 | 0 | 2 | 0 | 0 | 4 | 0 | 0 | X | 8 | 12 | 0 |
| Lanceurs partants : BOS : Drew Pomeranz HOU : Dallas Keuchel Vic. : Dallas Keuchel (1-0) Déf. : Drew Pomeranz (0-1) HRs: HOU : Carlos Correa (1), George Springer (1) |   |   |   |   |   |   |   |   |   |   |    |   |

Carlos Correa frappe un circuit, un double, et produit quatre des points des Astros dans une victoire de 8-2. Le lanceur Dallas Keuchel limite les Red Sox à un seul point et trois coups sûrs lors des 5 premières manches et deux tiers.

### Match 3
Dimanche 8 octobre 2017 au Fenway Park, Boston, Massachusetts. 
| Astros de Houston | 3 | 0 | 0 | 0 | 0 | 0 | 0 | 0 | 0 | 3  | 13 | 2 |
| Red Sox de Boston | 0 | 1 | 3 | 0 | 0 | 0 | 6 | 0 | X | 10 | 15 | 0 |
| Lanceurs partants : HOU : Brad Peacock BOS : Doug Fister Vic. : Joe Kelly (1-0) Déf. : Francisco Liriano (0-1) HRs : HOU : Carlos Correa (2) BOS : Rafael Devers (1), Jackie Bradley, Jr. (1) |   |   |   |   |   |   |   |   |   |    |    |   |

Houston marque trois points dès la première manche, dont deux sur le circuit de Carlos Correa, et chasse du match le lanceur partant des Red Sox, Doug Fister, dès la seconde manche. Quatre releveurs se succèdent alors au monticule pour blanchir Houston jusqu'à la fin du match, Boston comptant notamment sur 4 brillantes manches lancées par David Price. Les Red Sox inscrivent 10 points, les trois premiers contre le partant Brad Peacock qu'ils chassent en 3e manche, puis contre une relève chancelante. À l'attaque pour les Red Sox, Hanley Ramírez frappe 4 coups sûrs et produit 3 points, Rafael Devers compile 3 points produits et est à 20 ans le plus jeune joueur de l'histoire à frapper un circuit en éliminatoires pour Boston, et Jackie Bradley, Jr. claque un circuit de 3 points. 

### Match 4
Lundi 9 octobre 2017 au Fenway Park, Boston, Massachusetts. 
| Astros de Houston | 1 | 1 | 0 | 0 | 0 | 0 | 0 | 2 | 1 | 5 | 12 | 0 |
| Red Sox de Boston | 1 | 0 | 0 | 0 | 2 | 0 | 0 | 0 | 1 | 4 | 9  | 1 |
| Lanceurs partants : HOU : Charlie Morton BOS : Rick Porcello Vic. : Justin Verlander (2-0) Déf. : Chris Sale (0-2) Sauv. : Ken Giles (1) HRs : HOU : Alex Bregman (2) BOS : Xander Bogaerts (1), Andrew Benintendi (1), Rafael Devers (2) |   |   |   |   |   |   |   |   |   |   |    |   |

Même s'ils n'accordent que deux points chacun, les deux lanceurs partants sont rapidement retirés de la rencontre et remplacés par les deux partants ayant amorcé le premier match de la série quatre jours plus tôt : Justin Verlander et Chris Sale succèdent au monticule à Charlie Morton et Rick Porcello, respectivement. Alex Bregman lance la 8e manche en créant l'égalité avec un coup de circuit contre Sale, lançant en relève pour la première fois depuis le 8 mai 2012. Dépêché au monticule, le meilleur releveur des Red Sox, Craig Kimbrel, commet un mauvais lancer, alloue un but sur balles, puis le simple qu'il accorde à Josh Reddick permet aux Astros de marquer le point qui leur donne l'avance, 4-3. Carlos Beltrán ajoute un point à l'avance des Astros avec un double en début de 9e ; celui-ci prendra toute son importance en fin de 9e lorsque Rafael Devers réussit un coup de circuit à l'intérieur du terrain pour ramener Boston à un point de Houston, avant que Ken Giles ne protège la victoire.